# 公卿敬子
公卿 敬子（くげ けいこ、1935年3月22日 - ）は、日本の元女優、声優。東京都出身。一時期は、公卿 圭子（読み同じ）名義で活動していた。夫は小説家の北原武夫。

## 人物
大妻女子専門学校卒業。
劇団俳優座第2期生。同期は小林昭二、城所英夫、横森久、高橋昌也、宮崎恭子など。
1954年、俳優座養成所を卒業し、同人会設立に参加。1962年に同人会を退団。東京俳優生活協同組合に所属。1964年1月、劇団新劇場に入団。
その後は、太陽プロモーション、九プロダクションに所属。
趣味は落語、絵画鑑賞。

## 出演作品

### テレビアニメ
1973年
- 山ねずみロッキーチャック（グラニーばあさん）

1979年
- ベルサイユのばら（1979年 - 1980年）

1980年
- トム・ソーヤーの冒険（ダグラス未亡人）

1981年
- ミスター・ジャイアンツ 栄光の背番号3

1992年
- 風の中の少女 金髪のジェニー（ミンナ院長）

1998年
- MASTERキートン（ラングレー夫人）

### 吹き替え
- 0011ナポレオン・ソロ 香港の黒い霧（カレン・シャープ）
- インディ・ジョーンズ/若き日の大冒険（プレンティス夫人）
- 宇宙大作戦（チャペル看護婦）※ソフト用の追加収録にも参加
- 刑事コロンボシリーズ
  - パイルD－3の壁（ミス・シャーマン秘書〈ベティ・アッカーマン〉）
  - 第三の終章（アイリーン・マクレー〈マリエット・ハートレイ〉）
- 荒野の用心棒（コンスエラ・バクスター〈マルガリータ・ロサノ〉）
- サスペリア
- さらば愛しき女よ（ジェシー・ハルステッド・フロリアン〈シルヴィア・マイルズ〉）
- ダンス・フィーバー（レガルディ）
- ネバーセイ・ネバーアゲイン（フランスの大臣）※フジテレビ版
- バニー・レークは行方不明（エルヴァイラ〈アンナ・マッシー〉）
- 二つの世界の男（スザンヌ・モリソン〈クレア・ブルーム〉）※NHK版
- ひとすじの道　「かわいい天使」（ジコーン〈バーバラ・アイラー〉）
- プリズナーNO.6 「反動分子」（女）
- ベニスと月とあなた（ジャネット〈イノゲ・シューナー〉）※NHK版
- マイ・ルーム（ルース〈グウェン・ヴァードン〉）
- 夜の大捜査線（レズリー・コルバート〈リー・グラント〉）
- ラインの仮橋（〈ニコール・クールセル〉）※NHK版

### 特撮
- ウルトラマン80 第3話「泣くな初恋怪獣」（1980年） - 中野真一の母 ※公郷敬子と誤表記